# Wierzchocina
Wierzchocina (dodatkowa nazwa w j. kaszub. Wierzchòcëna; niem. Oberchotzen) – wieś kaszubska w Polsce na Równinie Charzykowskiej w regionie Kaszub zwanym Gochami położona w województwie pomorskim, w powiecie bytowskim, w gminie Lipnica. Wieś jest częścią składową sołectwa Borowy Młyn.
| SIMC    | Nazwa  | Rodzaj    |
| ------- | ------ | --------- |
| 0746745 | Smolne | część wsi |

W latach 1975–1998 wieś należała administracyjnie do województwa słupskiego. 
W 1920 miejscowość znalazła się po polskiej stronie granicy w wyniku incydentu zwanego wojną palikową.
W okresie II Rzeczypospolitej stacjonowała tu placówka II linii Straży Granicznej Inspektoratu Granicznego nr 7 „Chojnice”.